# Pericoma lobisternum
Pericoma lobisternum är en tvåvingeart som beskrevs av Satchell 1950. Pericoma lobisternum ingår i släktet Pericoma och familjen fjärilsmyggor. Inga underarter finns listade i Catalogue of Life.